# VSNL International Canada
VSNL International Canada (anciennement Téléglobe) est un opérateur de télécoms canadien spécialisé dans les communications de longue distance. Téléglobe a fait faillite en 2002 lors du krach boursier de 2001-2002 et a été racheté par l’indien Tata, puis rebaptisé VSNL International Canada.

## Histoire
La société a été fondée en 1950 sous le nom de Canadian Overseas Telecommunications Corporation (COTC) et rebaptisée en 1975 Teleglobe Canada (Téléglobe Canada en français). Dans les années 1980, le premier ministre canadien Brian Mulroney lance une série de privatisations et la société est vendue en 1987 à un équipementier de télécommunications, Memotec Data Incorporated, basé à Montréal. L'acquéreur change lui-même son nom en Teleglobe Canada Incorporated, en 1992, l’année où Charles Sirois devient PDG et le deuxième actionnaire le plus important, après par Bell Canada Enterprises (BCE). L’ancienne entreprise paragouvernementale possédait alors toujours le monopole des communications internationales du Canada. 
Au cours de la décennie 1990, Téléglobe accumule les acquisitions dans des télévisions, des sociétés de câbles, des cabinets de publicité, en Europe, aux États-Unis, au Mexique et en Afrique du Nord. En 1998, c’est l’acquisition de la société américaine Excel Communications. À la fin des années 1990, la revue québécoise Commerce classe Charles Sirois, le PDG de Téléglobe, au quatrième rang des hommes d'affaires les plus puissants du Québec. 
En 2000, la société a du mal à refinancer ses deux milliards de dollars de dette. Elle est rachetée pour 6,5 milliards de dollars canadiens par BCE, qui détenait déjà 23 % du capital. La vente a rapporté 850 millions de dollars à la holding Télésystème, de l’homme d’affaires canadien Charles Sirois. 
Mais la mise en faillite de Téléglobe a cependant été prononcée peu après, au mois de mai 2002. BCE dut alors passer des provisions pour dépréciation de 2 milliards de dollars canadiens sur la valeur d’Excel, filiale achetée par Téléglobe en 1998. BCE a cédé alors Téléglobe à deux fonds d’investissements, Cerberus Capital et Ten-X Capital Partners, qui la revendent eux-mêmes en 2005 au groupe industriel indien Tata. Ce dernier la rebaptise VSNL International Canada.

### Identité visuelle (logotype)

Logo de Téléglobe de 1992 à 1999 (identique en français et anglais)
Logo en français de Téléglobe de 2000 à 2002